# Indiospastus epenthetica
Indiospastus epenthetica är en fjärilsart som beskrevs av Edward Meyrick 1931. Indiospastus epenthetica ingår i släktet Indiospastus och familjen Symmocidae. Inga underarter finns listade i Catalogue of Life.